# Georg Goltermann

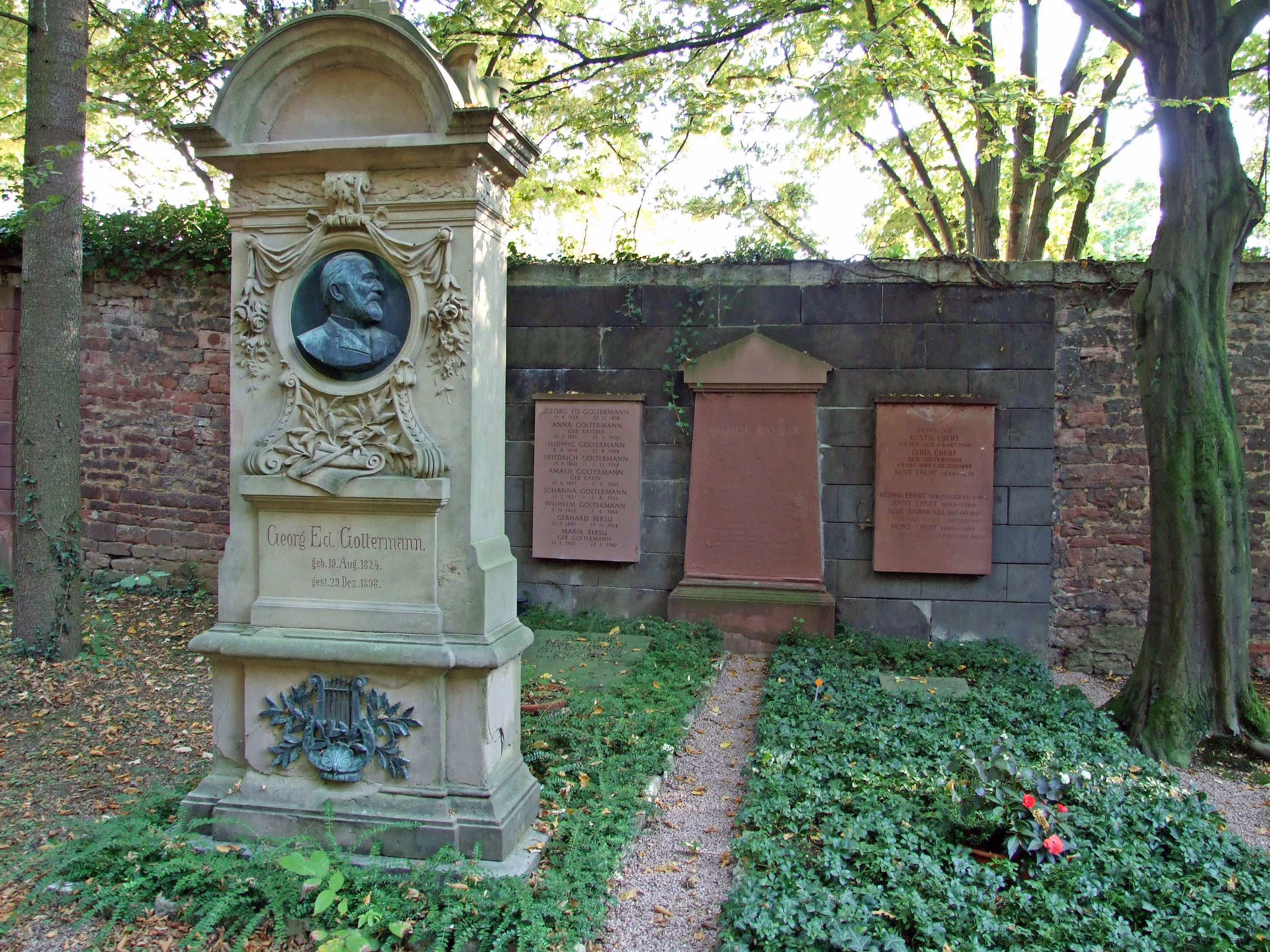
Tomba de Georg Goltermann al cementiri de Hannover

Georg Eduard Goltermann (Hannover, 19 d'agost de 1824 – 29 de desembre de 1898) fou un violoncel·lista i compositor alemany del Romanticisme.
Va tenir per a mestres a Prell, Lachner, Kummer i en Menter, i de 1850 a 1852 donà nombrosos concerts en els que s'acredità com a excel·lent virtuós. El 1852 fou nomenat director de música a Würzburg i l'any següent passà a Frankfurt coma segon director d'orquestra del Teatre Municipal i primer director el 1874.
A banda d'una simfonia i d'altres obres orquestrals, és autor de nombroses composicions per a violoncel.